# Christophe Lavainne

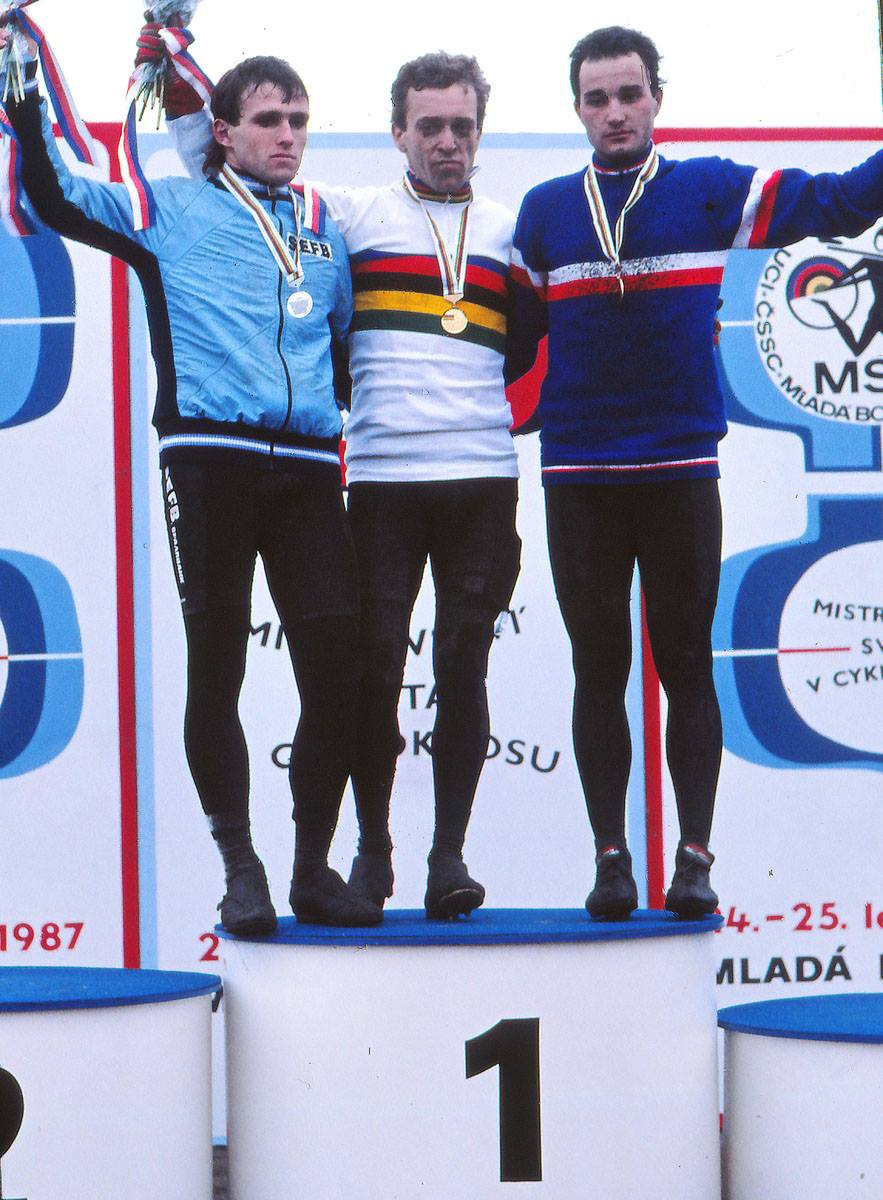
Von links nach rechts:Danny De Bie, Klaus-Peter Thaler, Christoph Lavainne

Christophe Lavainne (* 22. Dezember 1963 in Châteaudun) ist ein ehemaliger französischer Radrennfahrer und nationaler Meister im Radsport.

## Sportliche Laufbahn
Lavainne war Straßenradsportler und im Querfeldeinrennen (heutige Bezeichnung Cyclocross) aktiv. Als Amateur startete er für den Verein Vélo Club dunois und gewann 1982 das Eintagesrennen Paris–Rouen sowie 1983 den Circuit de la vallée de la Loire.
1984 wurde er Berufsfahrer im Radsportteam Renault-Elf. Er blieb bis 1992 als Radprofi aktiv. Danach fuhr er wieder als Amateur für den Verein CSM Persan-Bic.
In seiner ersten Profisaison 1984 siegte Lavianne in der Luxemburg-Rundfahrt vor William Tackaert. In der Tour de l’Avenir schied er ebenso wie 1985 aus. 1985 gewann er den Prolog dieses Etappenrennens und 1990 war er erneut in der Gesamtwertung der Luxemburg-Rundfahrt vor Erich Mächler erfolgreich. 1987 feierte er Etappensiege in der Tour de France und im Circuit de la Sarthe, 1988 in der Irland-Rundfahrt, 1992 in der Herald Sun Tour (zweifach) und in der Mazda Tour. 1986 und 1989 war er im Mannschaftszeitfahren der Tour de France mit seinen Teams erfolgreich.
Zweite Plätze holte Lavainne im Boucles des Flandres 1984 und im Trio Normand 1993. Dritter wurde er bei Paris–Camembert 1985 und im Grand Prix de Denain 1986.
Labainne bestritt alle Grand Tours, darunter sieben Mal die Tour de France, welcher er fünfmal beendete.
Im Querfeldeinrennen holte er 1987 beim Sieg von Klaus-Peter Thaler die Bronzemedaille bei den Cyclocross-Weltmeisterschaften. Auch 1989 holte er die Bronzemedaille. 1984 kam er auf den 16. Platz. 1988 wurde er Fünfter, 1991 Zehnter des Championats. 1988 gewann er den nationalen Titel im Querfeldeinrennen vor Martial Gayant, 1990 vor Dominique Arnould.

## Grand Tours-Platzierungen
| Grand Tour            | 1985 | 1986 | 1987 | 1988 | 1989 | 1990 | 1991 |
| --------------------- | ---- | ---- | ---- | ---- | ---- | ---- | ---- |
| Vuelta a EspañaVuelta | –    | 67   | 69   | –    | –    |      | –    |
| Giro d’ItaliaGiro     | –    | –    | –    | –    | –    | 94   | –    |
| Tour de FranceTour    | DNF  | 88   | 40   | 67   | 64   | DNF  | 92   |